# El collar de la reina
El collar de la reina es una novela de Alejandro Dumas, aparecida en la prensa entre 1849 y 1850. Es una versión libre novelada del asunto del collar de la reina María Antonieta, una estafa que llenó la crónica política y judicial en la corte de Luis XVI de Francia en los años 80 del siglo XVIII.
En la obra aparecen personajes históricos reales que se vieron involucrados en este sunto, pero en una versión mucho más literaria.

## La novela
La novela se estrenó en forma de folletín en el periódico La Presse. La acción se desarrolla entre 1784 y 1785.
Esta novela retrata de forma idealizada a la reina María Antonieta, pero también muestra la decadencia de la alta nobleza de la época y el «principio del fin» de dicha nobleza.
La obra es el segundo libro de la serie Memorias de un médico, precedida por Joseph Balsamo y seguida por Ange Pitou y La condesa de Charny.

## Resumen

### Prólogo
El libro comienza por un prólogo que se desarrolla en casa del duque de Richelieu, durante una reunión con ocho invitados de renombre: el conde de Haga (que en realidad es el rey Gustavo III de Suecia bajo pseudónimo), el conde de Launay (gobernador de la Bastilla), la condesa du Barry, La Pérouse, Favras, Condorcet, Cagliostro y Taverney (el único de los ocho que no es un personaje histórico). Durante la cena, el conde de Cagliostro afirma poseer un elixir que detiene el envejecimiento, lo que le permite tener miles de años en un cuerpo que no aparenta más de 40. Taverney prueba el elixir y rejuvenece ante los ojos de todos durante unos instantes. Después, a petición de todos, excepto de Taverney, Cagliostro predice las circunstancias de la muerte de cada uno (que resulta ser su muerte real conocida). El inicio del libro se sitúa ocho días más tarde.

### Capítulos 1 - 47
Jeanne de La Motte de Valois es una joven condesa descendiente de la familia Valois que vive en la pobreza. De vez en cuando recurre a distintos personajes de la corte y eso le permite ir tirando modestamente, pero nadie la ha querido recibir nunca en persona. Un día, la reina María Antonieta la visita haciéndose pasar por una dama caritativa de la corte. La condesa le explica su historia y le presenta varios pergaminos que demuestran su genealogía. La reina le aconseja hacer valer sus títulos y le entrega una fuerte suma de dinero en espera de darle mejores noticias.
La reina vuelve a Versalles, y al día siguiente el rey le regala un magnífico collar confeccionado por los joyeros Bœhmer y Bossange, cuyo precio estimado es de un millón y medio de libras. La reina rechaza el collar alegando que sería mejor que ese dinero se utilizara para comprar un barco de guerra, ya que las arcas del rey están vacías.
Ese mismo día, el cardenal Louis de Rohan visita a Mme. de La Motte tras recibir varias cartas de ella. El cardenal reconoce una caja de oro que olvidó la reina María Antonieta en casa de Jeanne, pero en lugar de dar la identidad de la reina, guarda el secreto y ofrece a la condesa su apoyo y una vivienda digna. El cardenal, que cuenta con el aprecio del rey, y el aborrecimiento de la reina, pretende así recuperar poco a poco el aprecio de María Antonieta por medio de Jeanne.
Con el deseo desesperado de conocer la identidad de la dama caritativa, Mme. de La Motte se presenta en casa del magnetizador Mesmer. Al llegar, la condesa se da cuenta de que en la reunión se encuentran la dama caritativa oculta bajo una toca, y una vulgar mujer parecida a dicha dama, que los asistentes toman por la reina. La condesa comprende que la reina es la mujer de la toca y la convence de salir urgentemente de casa del magnetizador. La reina le da cita al día siguiente para que le explique su comportamiento.
El intrigante conde de Cagliostro también ha visto a la doble de la reina en casa de Mesmer, y la visita ese mismo día para reclutarla, sin darle detalle. La doble se llama Oliva, y no es consciente de su parecido con la reina. Oliva acepta la proposición y acompaña a Cagliostro esa misma noche al baile de máscaras de la Ópera. Cagliostro descubre deliberadamente el rostro de Oliva ante algunos cortesanos, que soprendidos, creen ver a la propia María Antonieta, entre ellos, Mme de La Motte y el cardenal de Rohan, que habían acudido juntos al baile.
Como habían convenido, la condesa de La Motte se persona en Versalles, llegando en el momento en que los espías del rey afirman haber visto a la reina en plena sesión de magnetismo vestida de forma estrafalaria. La condesa y la dama de la reina niegan que fuera ella, testificando que se encontraban juntas en ese momento en el mismo lugar. Por tanto, la reina debe tener una doble que puede hacerle mucho daño con su comportamiento. Gracias a la oportunidad de su presencia y a su testimonio, La Motte se granjea la amistad de la reina y un lugar en su entorno, lo que cambia drásticamente la situación de la condesa. Hasta entonces, su protector era el cardenal de Rohan, pero ahora que cuenta con la confianza de la reina, será la condesa quien pueda ayudar al cardenal a obtener los favores de la soberana.
Beausire, el compañero de Oliva, organiza un complot con otros malhechores que habían oído hablar del collar rechazado por la reina, y se hace pasar por el embajador de Portugal, que desea comprar el collar a los joyeros Bœhmer y Bossange. El complot está a punto de tener éxito, pero los bandidos se ven obligados a huir cuando los joyeros informan al embajador que el collar ya no está en venta.
Bœhmer y Bossange habían advertido a la reina de que el collar iba a ser vendido fuera de Francia, pero esta sigue negándose a comprarlo. Testigo de este hecho, Mme. de La Motte informa al cardenal de Rohan para que, con la intención de reanudar su amistad con la reina, compre el collar y se lo regale.

### Capítulos 48 - 98
Siempre por mediación de Mme. de La Motte, la reina María Antonieta se entera del generoso gesto del cardenal. Acepta retomar el contacto con él, pero rechaza su regalo y decide pagar el collar con las mensualidades de su pensión personal. Para el primer pago, la reina pide al ministro de Finanzas que le proporcione el dinero. Lamentablemente, el rey se niega a concederle crédito.
Entonces, la reina decide devolver el collar, y se lo confía a Mme de La Motte, que ve un medio excelente de enriquecerse. La condesa guarda el collar, pensando en revenderlo piedra a piedra. Para eso, encarga a Réteau de Villette la falsificación de varias cartas de la reina a los joyeros, en las que les pide más tiempo para pagar la mensualidad.
Cagliostro invita a Oliva a ocultarse en un apartamento de su propiedad, porque le busca la policía, pero dicho apartamento está situado enfrente del alojamiento de Mme. de La Motte. La condesa acaba por reconocer a Oliva, y piensa en utilizarla para lograr sus fines.
A escondidas, la condesa entabla una buena relación con Oliva, y la empuja a hacerse pasar por la reina esa noche ante un amigo desconocido. El desconocido que cree haber hablado con la reina y haber iniciado una relación amorosa con ella no es otro que el cardenal de Rohan.
Mme. de La Motte manda hacer falsas cartas de la reina para el cardenal, y guarda sus respuestas con el fin de asegurar su protección. Pero hay varios testigos de las aventuras de la supuesta reina aquella noche en los jardines de Versalles. La reina intenta probar su inocencia ante el oficial Olivier de Charny, de quien está enamorada, pero Oliva no acude, y al encontrarse solos, Charny y María Antonieta entablan una relación.
Al expirar la fecha del pago del collar, los joyeros se presentan ante la reina para reclamar su dinero. Por supuesto, la reina no entiende de qué hablan y se niega a pagar. Así se descubre que los recibos de los joyeros y de María Antonieta son falsos, y que nadie sabe dónde está el collar.
Se busca a Mme. de La Motte, la última a quien se le confió el collar, pero es imposible encontrarla. La reina se entera de los rumores sobre su supuesta relación amorosa con el cardenal. También se rumorea que fue él quien ha pagado el collar, que ella guardaría en secreto.
El propio cardenal de Rohan se encuentra a solas con la reina y le habla como el amante que él cree ser. La reina lo rechaza y llama al rey. El cardenal mantiene que él no tiene el collar, pero no puede dar ninguna explicación sobre su desaparición y se niega a dar más detalles ante el rey. Por orden real, Rohan es detenido y encerrado en la Bastilla a la espera de su proceso.
Olivier de Charny, amante de la reina, es sorprendido por el rey arrodillado ante María Antonieta. La reina finge que el oficial le estaba pidiendo permiso para casarse con Andrée de Taverney, que se ha retirado a un convento. Enamorada en secreto de Charny, Andrée acepta inmediatamente la propuesta de matrimonio, pero sufre una enorme decepción al saber de que ese matrimonio solo es una tapadera para salvar el honor de la reina.
Encuentran a Mme de La Motte, que se presenta ante la reina. Afirma que entregó el collar al cardenal como le pidió, y que le dio los documentos de la reina y de los joyeros. La condesa queda encarcelada en la Bastilla por petición de la reina para ser juzgada. También interrogan al conde de Cagliostro, que desvela la complicidad entre Mme. de La Motte y Oliva. Finalmente, la policía encuentra a Oliva y a Beausire, que se habían ocultado. Beausire consigue huir, pero Oliva termina en la Bastilla, donde da a luz a su hijo.
Se lleva a cabo un juicio público. Se absuelve al cardenal, retiran los cargos contra Cagliostro y amnistían a Oliva. El falsificador Réteau de Villete es condenado a galeras y la condesa de La Motte es condenada a ser azotada públicamente y marcada con hierro al rojo.

## Personajes principales
- Condesa Jeanne de la Motte de Valois: mujer calculadora, obsesionada con recuperar su rango, que se convierte en la confidente de la reina y el cardenal, y roba el collar de la reina.
- La reina María Antonieta: ofrece su confianza a Mme. de La Motte. Se muestra siempre recta y decorosa, excepto durante su aventura extraconyugal de una noche con Olivier de Charny.
- El rey Luis XVI: desconfía de la condesa de La Motte, pero tiene una confianza ciega en su esposa, la reina.
- El cardenal Luis de Rohan: apreciado por el rey, aborrecido por la reina y aficionado a las mujeres, está dispuesto a todo para recuperar la amistad de María Antonieta.
- Bœhmer y Bossange: socios joyeros que confeccionan el fabuloso collar y buscan comprador.
- El conde de Cagliostro (alias Joseph Balsamo): hombre misterioso y con recursos, bien informado sobre todo el mundo, conspira para manchar la imagen de la reina utilizando a Oliva.
- Oliva (Nicole es su nombre original): doble de la reina sin saberlo, de joven trabajó al servicio de los Taverney.
- Andrée de Taverney: dama de compañía y persona de confianza de la reina, está secretamente enamorada de Olivier de Charny.
- Philippe de Taverney: hermano de Andrée de Taverney, vuelve de América después de trabajar como oficial para La Fayette y Washington, hiere a Olivier de Charny durante un duelo por el honor de la reina.
- Olivier de Charny: oficial de la marina real, se enamora locamente de la reina después de haberla escoltado sin conocer su identidad, y será su amante durante una noche.
- La princesa de Lamballe: segunda dama de compañía y persona de confianza de la reina.
- Beausire: amante de Oliva y uno de los integrantes de una banda de estafadores que intenta sin éxito robar el collar.
- M. de Crosne: teniente de la policía del rey.
- El conde de Provence (hermano del rey): informa al rey sobre temas secretos o delicados.
- El conde de Artois (hermano del rey): informa a la reina sobre temas secretos o delicados.

## Adaptaciones
La trama de la novela se ha utilizado entera o parcialmente en diversas adaptaciones al cine de los hechos históricos:

### Cine
- 1909: El collar de la reina, cortometraje mudo realizado por Étienne Arnaud y Louis Feuillade
- 1929 : El collar de la reina, película realizada por Tony Lekain y Gaston Ravel
- 1946 : El asunto del collar de la reina, película realizada por Marcel L'Herbier
- 2001 : El asunto del collar (The Affair of the Necklace), película realizada por Charles Shyer, cuya trama se basa en los hechos históricos reales, pero contiene elementos de la novela de Alejandro Dumas.